# دیوید دوکورتیو
دیوید دوکورتیو (انگلیسی: David Ducourtioux؛ زادهٔ ۱۱ آوریل ۱۹۷۸) بازیکن فوتبال اهل فرانسه است.
از باشگاه‌هایی که در آن بازی کرده‌است می‌توان به باشگاه فوتبال والنسین، باشگاه فوتبال باستیا، باشگاه فوتبال سدان، باشگاه فوتبال استاد رنس، و باشگاه فوتبال تولوز اشاره کرد.